# 32e cérémonie des European Film Awards
La 32e cérémonie des prix du cinéma européen (32nd European Film Awards), organisée par l'Académie européenne du cinéma, s'est déroulée le 7 décembre 2019, à Berlin (Allemagne), et a récompensé les films européens sortis dans l'année.

## Déroulement et faits marquants
Lors de la cérémonie qui a lieu le 7 décembre 2019, le film La Favorite de Yórgos Lánthimos remporte huit prix dont ceux du meilleur film, de la meilleure comédie, du meilleur réalisateur et de la meilleure actrice.

## Palmarès

### Meilleur film
- La Favorite (The Favourite) de Yórgos Lánthimos  Royaume-Uni
  - Douleur et Gloire (Dolor y gloria) de Pedro Almodóvar  Espagne
  - J'accuse de Roman Polanski  France
  - Le Traître (Il traditore) de Marco Bellocchio  Italie
  - Les Misérables de Ladj Ly  France
  - Benni (Systemsprenger) de Nora Fingscheidt  Allemagne

### Meilleure comédie
- La Favorite (The Favourite) de Yórgos Lánthimos  Royaume-Uni
  - Ditte & Louise de Niclas Bendixen  Danemark
  - Tel Aviv on Fire de Sameh Zoabi

### Meilleur réalisateur
- Yórgos Lánthimos pour La Favorite (The Favourite)
  - Roman Polanski pour J'accuse
  - Pedro Almodóvar pour Douleur et Gloire (Dolor y gloria)
  - Céline Sciamma pour Portrait de la jeune fille en feu
  - Marco Bellocchio pour Le Traître (Il traditore)

### Meilleure actrice
- Olivia Colman dans La Favorite (The Favourite)
  - Trine Dyrholm dans Queen of Hearts
  - Adèle Haenel dans Portrait de la jeune fille en feu
  - Noémie Merlant dans Portrait de la jeune fille en feu
  - Viktoria Miroshnichenko dans Une grande fille (Дылда)
  - Helena Zengel dans Benni (Systemsprenger)

### Meilleur acteur
- Antonio Banderas dans Douleur et Gloire (Dolor y gloria)
  - Jean Dujardin dans J'accuse
  - Pierfrancesco Favino dans Le Traître (Il traditore)
  - Levan Gelbakhiani dans Et puis nous danserons
  - Alexander Scheer dans Gundermann
  - Ingvar E. Sigurðsson dans A White, White Day

### Meilleur scénariste
- Céline Sciamma pour Portrait de la jeune fille en feu
  - Robert Harris et Roman Polanski pour J'accuse
  - Giordano Gederlini, Ladj Ly et Alexis Manenti pour Les Misérables
  - Pedro Almodóvar pour Douleur et Gloire (Dolor y gloria)
  - Marco Bellocchio, Valia Santella, Ludovica Rampoldi et Francesco Piccolo pour Le Traître (Il traditore)

### Meilleur directeur de la photographie
- Robbie Ryan pour La Favorite (The Favourite)

### Meilleur monteur
- Yorgos Mavropsaridis pour La Favorite (The Favourite)

### Meilleur chef décorateur européen
- Antxón Gómez (es) pour Douleur et Gloire (Dolor y gloria)

### Meilleur compositeur
- John Gürtler pour Benni (Systemsprenger)

### Meilleur créateur de costumes
- Sandy Powell pour La Favorite (The Favourite)

### Meilleurs ingénieurs du son
- Eduardo Esquide, Nacho Royo-Vil-Lanova et Laurent Chassaigne pour Compañeros (La noche de 12 años)

### Meilleur maquillage et coiffure
- Nadia Stacey pour La Favorite (The Favourite)

### Meilleur film d'animation
- Buñuel après l'âge d'or de Salvador Simó  Espagne
  - J'ai perdu mon corps de Jérémy Clapin  France
  - Les Hirondelles de Kaboul de Zabou Breitman et Éléa Gobbé-Mévellec  France  Luxembourg  Suisse
  - L'Extraordinaire Voyage de Marona de Anca Damian  France

### Meilleur film documentaire
- Pour Sama de Waad al-Kateab et Edward Watts  Royaume-Uni

### Meilleur court métrage
- The Christmas Gift de Bogdan Mureşanu   Roumanie

### People's Choice Award
- Cold War (Zimna wojna) de Paweł Pawlikowski  Pologne
  - Border (Gräns) de Ali Abbasi  Suède
  - Dogman de Matteo Garrone  Royaume-Uni
  - Les Animaux fantastiques : Les Crimes de Grindelwald (Fantastic Beasts 2 : The Crimes of Grindelwald) de David Yates  Royaume-Uni
  - Girl de Lukas Dhont  Belgique
  - Heureux comme Lazzaro (Lazzaro Felice) de Alice Rohrwacher  Italie
  - Mamma Mia! Here We Go Again de Ol Parker  Royaume-Uni
  - Douleur et Gloire (Dolor y gloria) de Pedro Almodóvar  Espagne
  - Le Grand Bain de Gilles Lellouche  France
  - Parvana, une enfance en Afghanistan (The Breadwinner) de Nora Twomey  Irlande
  - La Favorite (The Favourite) de Yórgos Lánthimos  Royaume-Uni
  - The Purity of Vengeance Journal 64 de Christoffer Boe  Danemark

### Discovery of the Year - Prix FIPRESCI
- Les Misérables de Ladj Ly  France
  - Aniara de Pella Kågerman  Suède  Danemark
  - Atlantique de Mati Diop  France
  - Blind Spot de Tuva Novotny  Suède
  - Irina de Nadejda Koseva  Bulgarie
  - Ray & Liz de Richard Billingham  Royaume-Uni

### Achievement in World Cinema Award
- Juliette Binoche

### Lifetime Achievement Award
- Werner Herzog